# Matang Ranub Laseh
Matang Ranub Laseh is een bestuurslaag in het regentschap Aceh Utara van de provincie Atjeh, Indonesië. Matang Ranub Laseh telt 175 inwoners (volkstelling 2010).